# Fargesia
Els bambús Fargesia són un gènere de la família Poaceae i de la subfamília bambusoides.
El gènere Fargesia és una varietat de bambús petits i mitjans que creix en boscos de coníferes de l'Est i de l'oest de la Xina. En xinès se'ls anomena jian zhu (xinès: 箭竹; pinyin: jiǎnzhú), amb el significat de bambú de fletxa. En aquest moment s'encabeixen en aquest gènere unes 90 espècies reconegudes, encara que les anàlisis morfològiques i genètiques sembla que en mouran moltes als gèneres Thamnocalamus, Yushania i Borinda. El nom científic deriva del missioner i botànic francès Paul Guillaume Farges. Els Fargesia són unes de les plantes que sobreviuen en condicions més difícils, però el seu creixement és poc invasiu. El seu creixement en arbustos tancats ha afavorit que es puguin adquirir a preus econòmics en molts vivers occidentals de plantes.
En alguns casos es considera aquest gènere com a sinònim de Thamnocalamus.

## Principals espècies
- Fargesia albocerea
- Fargesia alpina
- Fargesia caduca
- Fargesia collina
- Fargesia crispata
- Fargesia densiflora
- Fargesia dracocephala
- Fargesia elegans
- Fargesia exposita
- Fargesia fractiflexa
- Fargesia hygrophylla
- Fargesia lushuiensis
- Fargesia murielae
- Fargesia nitida
- Fargesia obliqua
- Fargesia parvifolia
- Fargesia robusta
- Fargesia rufa
- Fargesia sagittatinea
- Fargesia scabrida
- Fargesia semicoriacea
- Fargesia similaris
- Fargesia sylvestris
- Fargesia ungulata
- Fargesia utilis
- Fargesia vicina
- Fargesia violascens